# Dergachí
Dergachí (en ucraniano: Дергачі, romanizado: Derhachí; en ruso: Дергачи, romanizado: Dergachí) es una ciudad ucraniana perteneciente al óblast de Járkov. Situada en el noreste del país, es parte del raión de Járkov y centro del municipio (hromada) homónimo.

## Toponimia
Existen al menos dos versiones del origen del nombre de la ciudad. El primero está relacionado con el término derkach, el nombre ucraniano del rey de codornices que habita en las orillas del río local Lopan. Otra versión relaciona el nombre con el del legendario cosaco Derkach, quien, según se dice, fue el fundador de la ciudad. 

## Geografía
Dergachí se encuentra a orillas del río Lopan (un afluente izquierdo del río Udi), 12 km al noroeste de Járkov y 36 km al noreste de Liubotín. 

### Clima
Dergachí posee un clima continental húmedo, categoría Dfb según la clasificación climática de Köppen  con calurosos veranos pero hay no estación seca.  La temperatura anual promedio es 7,3 °C y la lluvia suma alrededor 535 mm por año.

## Historia
Se ha establecido que la zona actual de la actual ciudad estuvo poblada en época escita, siglos VI-III a. C., y posteriores. En la ciudad se encontró un pomo ritual escita único, decorado con una esfinge. Este artefacto formaba parte de un árbol del mundo Escita y ahora se exhibe en el Museo Histórico de Járkov.
La población fue fundada por cosacos en la segunda mitad del siglo XVII como una ciudad sotnia del regimiento de Járkov. La primera mención del asentamiento se remonta a 1689 en relación con el ataque de los tártaros de Crimea. 
Durante la época zarista, Dergachi era un asentamiento dentro de la gobernación de Járkov del Imperio ruso. 
En 1923, el pueblo se convirtió en el centro administrativo del recién fundado raión homónimo. Al menos 274 de los residentes de la ciudad murieron en el Holodomor, la hambruna en la Ucrania soviética en 1932 y 1933. Los funcionarios del ayuntamiento de Derkachi participaron en la expropiación de propiedades de los ciudadanos locales en 1932.
El lugar fue ocupado por tropas de la Wehrmacht dos veces durante la Segunda Guerra Mundial, del 22 de octubre de 1941 al 13 de febrero de 1943 (478 días) y del 10 de marzo de 1943 al 19 de agosto de 1943 (162 días); su expulsión de Dergachi se alcanzó merced a un plan de Zhukov, Konev, y Zajarov del 6 de agosto.
En 1943, el pueblo de Dergachí (Деркачі) y recibió el estatus de ciudad en 1977.
Hasta el 18 de julio de 2020, Derjachí fue centro del raión de Derjachí. El raión se modificó en julio de 2020 como parte de la reforma administrativa de Ucrania, que redujo el número de rayones del óblast de Járkov a siete. El área de Dergachí fue transferido al raión de Járkov.
Durante la invasión rusa de Ucrania que comenzó en 2022, la ciudad fue objeto de bombardeos y combates como parte de la batalla de Járkov, lo que provocó víctimas civiles. En las inmediaciones Dergachi hubo combates durante la primera semana de la invasión rusa del 2022. El 12 de mayo de 2022, el palacio de cultura local fue bombardeado por un BM-27 Uragan, matando a dos personas e hiriendo a cuatro. Más tarde, la noche del 12 al 13 de mayo, el edificio quedó completamente destruido por un ataque con misiles.  Dergachi sufrió ataques con bombas de racimo.
Dergachi continuó acumulando víctimas mortales en 2024 a causa de la artillería rusa.

## Demografía
La evolución de la población de Derjachí entre 1939 y 2022 fue la siguiente:
| 5874                                                          | 18 379 | 20 967 | 21 818 | 22 536 | 22 915 | 20 258 | 18 154 | 18 223 | 17 781 | 17 139 |
| (Fuente: Cities & Towns of Ukraine y UKRAINE: Größere Städte) |        |        |        |        |        |        |        |        |        |        |

## Economía
La mayoría de empresas está concentrada en la zona industrial en el del sur de la ciudad cerca de la estación de ferrocarriles Motorna. Dergachi posee industria de imprenta, parte de la cual sufrió daños permanentes durante la invasión rusa de Ucrania.
Las empresas más grandes que tienen producción en la ciudad son el grupo UBC, que fabrica equipos de refrigeración y elaboración de cerveza, y Amcor, que produce envases para la industria tabacalera. Derjachí es una base de fabricación de la compañía BRIG, que es uno de los fabricantes principales del mundo de embarcaciones semirrígidas.
La red eléctrica de Dergachi depende de la infraestructura eléctrica de la vecina Járkov.

## Infraestructura

### Transporte
La carretera regional T2103 divide la ciudad de noroeste a sudeste y le conecta con Járkov y Zolochiv.
La ciudad tiene 3 paradas de ferrocarril: Dergachi, Motorna y Nueva Dergachi, recorridas por trenes que recorren la ruta Járkov - Kozacha Lopan.  Antes de que 2014 había una conexión con asentamientos en el óblast de Bélgorod de Rusia. En los 1980, cuando se planficaba la línea Oleksiivska del metro de Járkov, se propuso una estación de metro que se iba a llamar 'Dergachi', que no ha sido aún construida.

## Personas notables
- Afanasi Matushenko (1879-1907): dirigente del motín en el acorazado ruso Potemkin en 1905.
- Irina Taranenko (1966): deportista soviética ucraniana que compitió en esquí de fondo.

## Galería

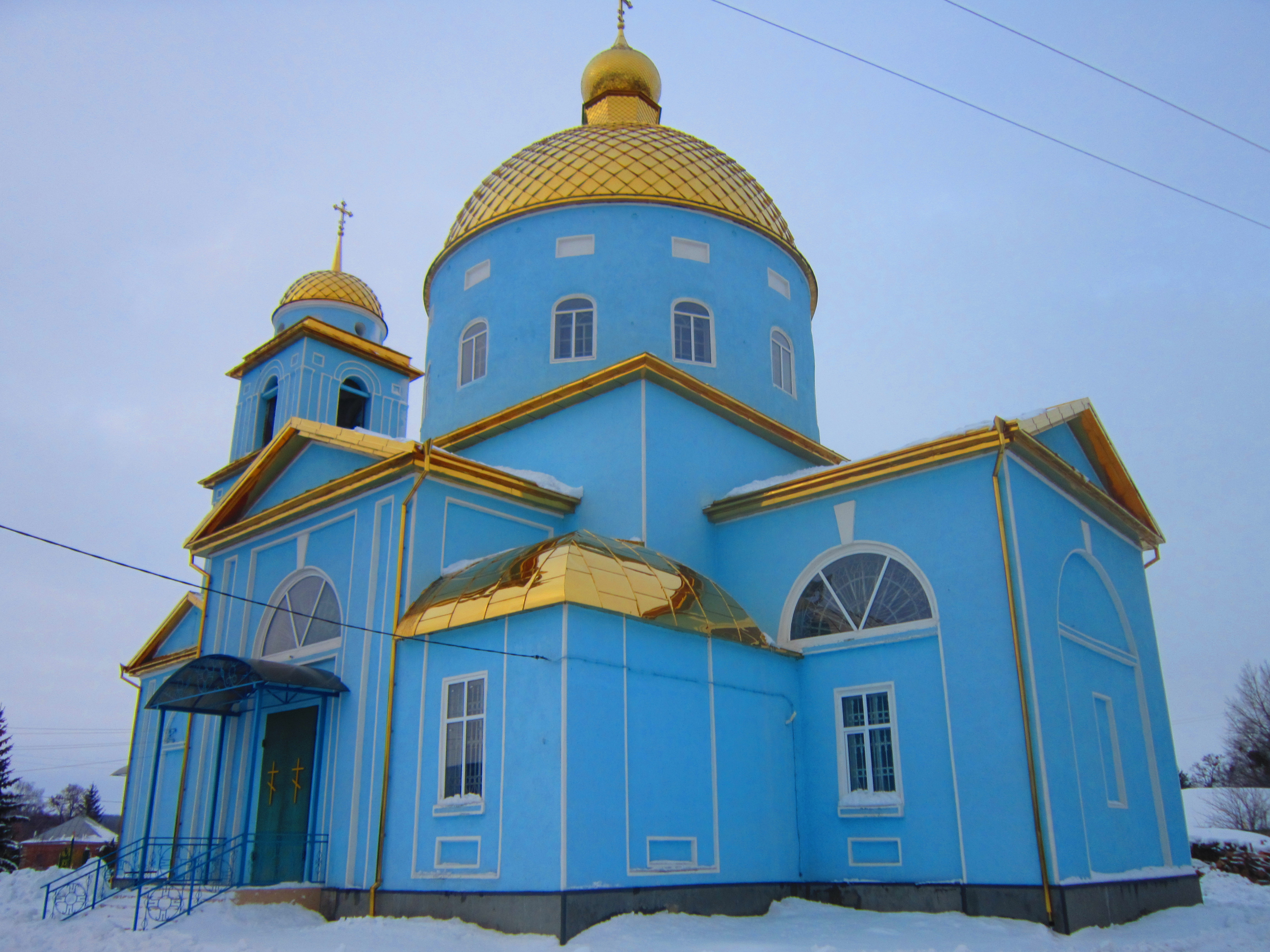
Iglesia de la Natividad
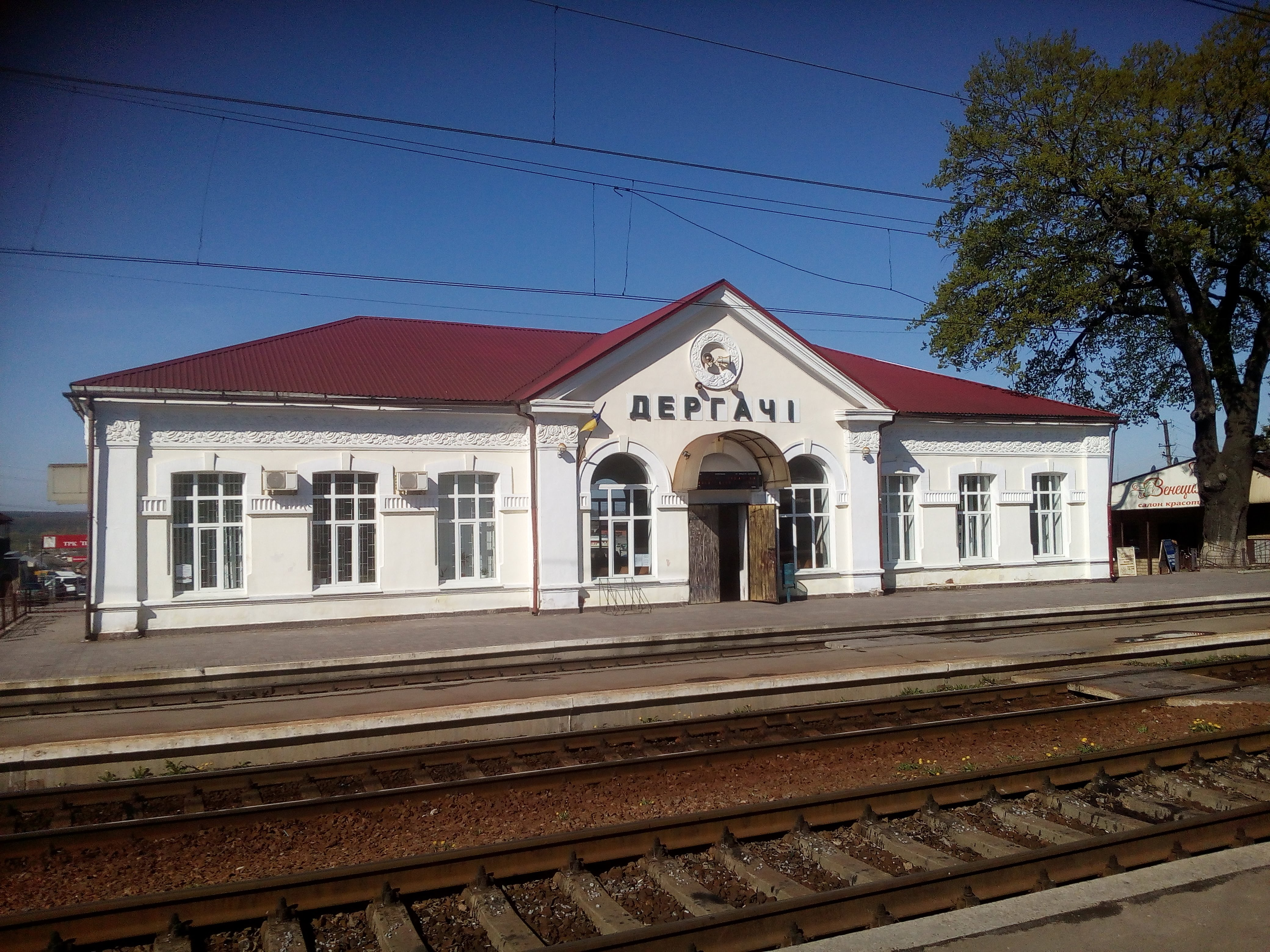
Estación del ferrocarril en Derjachí
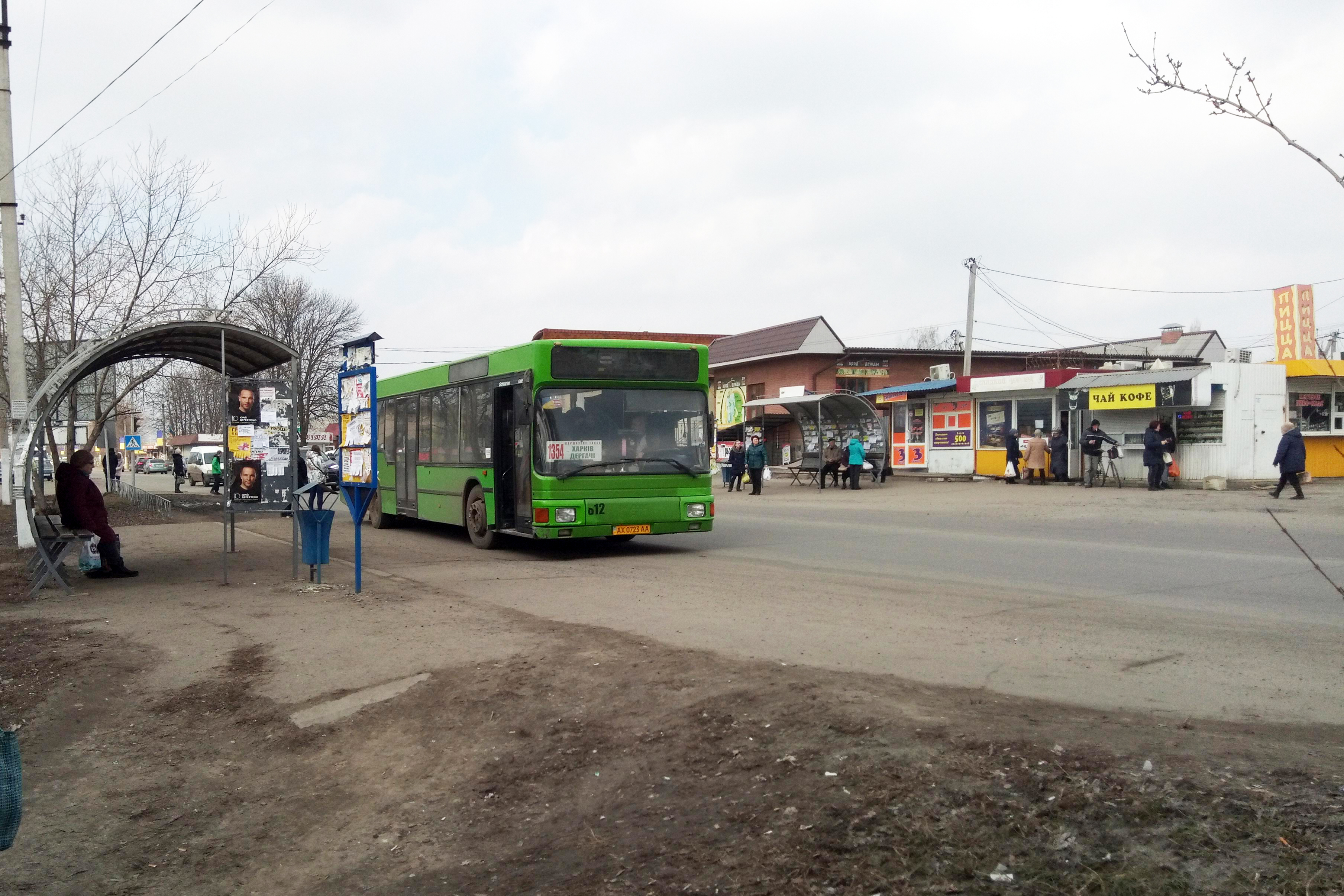
Un autobús en una estación en Derjachí
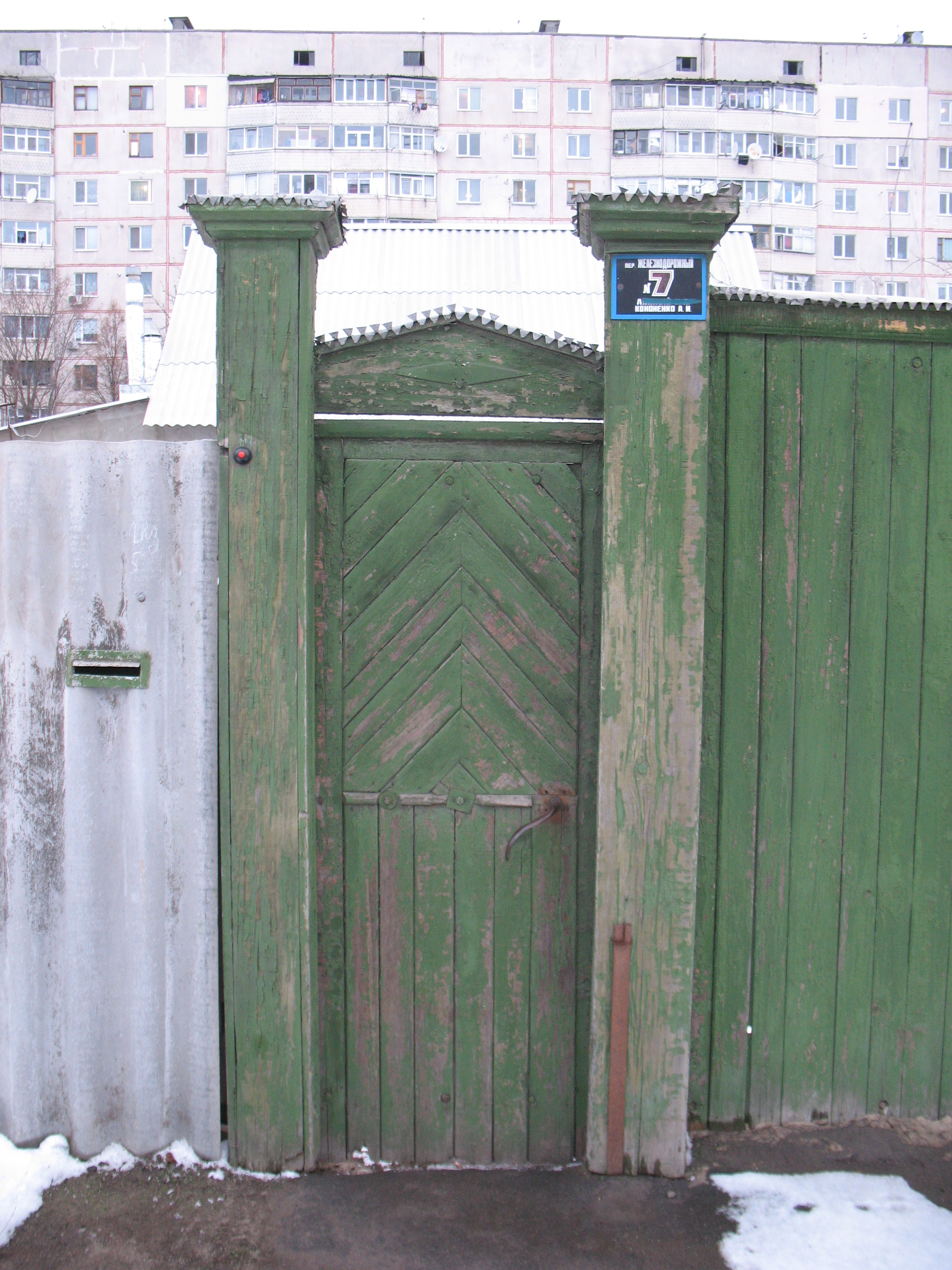
Viejas puertas de madera

## Ciudades hermanadas
- Sosnowiec, Polonia.